# Молден (Массачусетс)
Молден (англ. Malden) — місто (англ. city) в США, в окрузі Міддлсекс штату Массачусетс. Населення — 66 263 особи (2020).

## Географія
Молден розташований за координатами 42°25′49″ пн. ш. 71°3′28″ зх. д. / 42.43028° пн. ш. 71.05778° зх. д. (42.430140, -71.057694).  За даними Бюро перепису населення США в 2010 році місто мало площу 13,16 км², з яких 13,06 км² — суходіл та 0,10 км² — водойми.

## Демографія
Згідно з переписом 2010 року, у місті мешкало 59 450 осіб у 23 673 домогосподарствах у складі 14 317 родин. Густота населення становила 4517 осіб/км².  Було 25161 помешкання (1912/км²).
Расовий склад населення:
| - 56,7 % — білих - 20,1 % — азіатів - 14,8 % — чорних або афроамериканців - 0,2 % — корінних американців - 5,0 % — осіб інших рас |

До двох чи більше рас належало 3,2 %. Частка іспаномовних становила 8,4 % від усіх жителів.
За віковим діапазоном населення розподілялося таким чином: 19,7 % — особи молодші 18 років, 68,5 % — особи у віці 18—64 років, 11,8 % — особи у віці 65 років та старші. Медіана віку мешканця становила 36,2 року. На 100 осіб жіночої статі у місті припадало 93,9 чоловіків;  на 100 жінок у віці від 18 років та старших — 91,1 чоловіків також старших 18 років.
Середній дохід на одне домашнє господарство  становив 67 846 доларів США (медіана — 54 896), а середній дохід на одну сім'ю — 78 129 доларів (медіана — 64 684). Медіана доходів становила 47 309 доларів для чоловіків та 42 988 доларів для жінок. За межею бідності перебувало 15,6 % осіб, у тому числі 18,0 % дітей у віці до 18 років та 15,1 % осіб у віці 65 років та старших.
Цивільне працевлаштоване населення становило 31 838 осіб. Основні галузі зайнятості: освіта, охорона здоров'я та соціальна допомога — 27,1 %, науковці, спеціалісти, менеджери — 15,5 %, мистецтво, розваги та відпочинок — 11,8 %, роздрібна торгівля — 10,1 %.

## Персоналії
- Една Мей Олівер (1883—1942) — американська акторка
- Ерл Стенлі Ґарднер (1889—1970) — американський письменник, адвокат
- Джек Альбертсон (1907—1981) — американський актор, комік і співак.